# Cachoeira Véu da Noiva (Carrancas)
Cachoeira Véu de Noiva é uma queda-d'água localizada no Complexo da Fumaça, no estado brasileiro de Minas Gerais, a seis quilômetros do centro da cidade da Carrancas.
Cachoeira formada pela junção de dois córregos, da Serra e do Café, afluentes do Ribeirão de Carrancas. Uma das cachoeiras mais altas do município – sendo 40 m de queda d’água – tem poços pequenos com água limpida. No alto das quedas existem algumas piscinas naturais com vista para a serra de Carrancas e um muro de pedras construído pelos antigos escravos da região.